# Heumannova metoda
Heumannova metoda je nejstarší  analytická metoda ke zjištění postavení pojezdu kolejového vozidla v oblouku a velikosti řídící síly. Jde o metodu grafickou, která navíc vychází ze značně zjednodušujících předpokladů. Přesto tato metoda i dnes dobře poslouží k jednoduchému zhodnocení konstrukce pojezdu. Současné výpočetní metody zjišťování vzájemné polohy a působení vozidla a koleje mají základ právě v Heumannově metodě.

## Předpoklady Heumannovy metody
Heumannova metoda vychází z následujících předpokladů:
- pevně vedené nápravy
- válcové jízdní plochy[Poznámka 1]
- dvoubodový styk u nabíhajícího kola
- shodné zatížení všech kol
- shodný koeficient tření u všech kol
- nulový odpor proti natáčení podvozku
- samostatné vozidlo (nulové působení dalších vozidel vlaku)
- kvazistatický stav
- vodorovný nepřevýšený oblouk konstantního poloměru
- dostatečná šířka kolejového kanálu

## Příklad použití pro dvounápravový podvozek

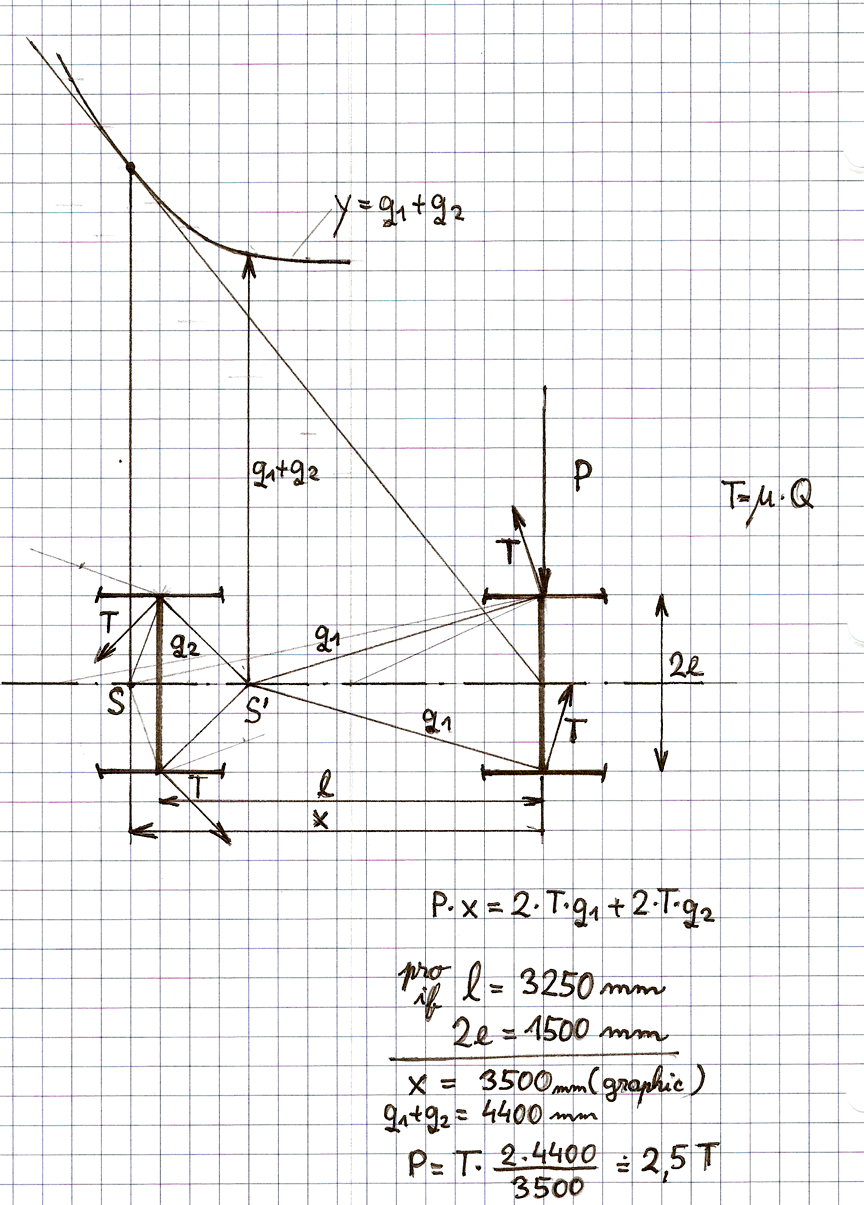

Heumannova metoda posuzuje průjezd obloukem kvazistaticky, nezohledňuje působení odstředivých sil a nezáleží zde ani na poloměru oblouku. Následující obrázek ukazuje použití Heumannovy metody pro vyšetření velikosti řídící síly při průjezdu dvounápravového podvozku obloukem. Rozvor podvozku přibližně odpovídá elektrickým lokomotivám Škoda 1. generace – řady 140, 141 atd.
Heumann vychází z předpokladu, že při průjezdu obloukem dochází na jednotlivých kolech ke skluzům. Situaci lze zjednodušit tak, že se podvozek otáčí kolem svislé osy procházející bodem S´. Velikost momentu potřebného k natočení podvozku je dána součtem momentů třecích sil T k bodu S´. Celkový moment je roven 2.T.q1 + 2.T.q2. Graficky je zobrazen průběh velikosti momentu v závislosti na poloze středu otáčení S´ křivkou v horní části obrázku. Jediná síla, která přemáhá moment třecích sil, je řídící síla P. Její moment roste lineárně se vzdáleností středu otáčení od první nápravy. To je vyjádřeno přímkou vycházející ze středu první nápravy. Tato přímka je vedena jako tečna k uvedené křivce, její sklon, a tedy i velikost řídící síly jsou nejmenší možné. Bod, ve kterém se obě čáry stýkají, udává polohu středu otáčení podvozku. Graficky je tak vyšetřena ne přímo velikost řídící síly, ale poměr řídící a třecí síly:

### Příklad použití pro třínápravový podvozek

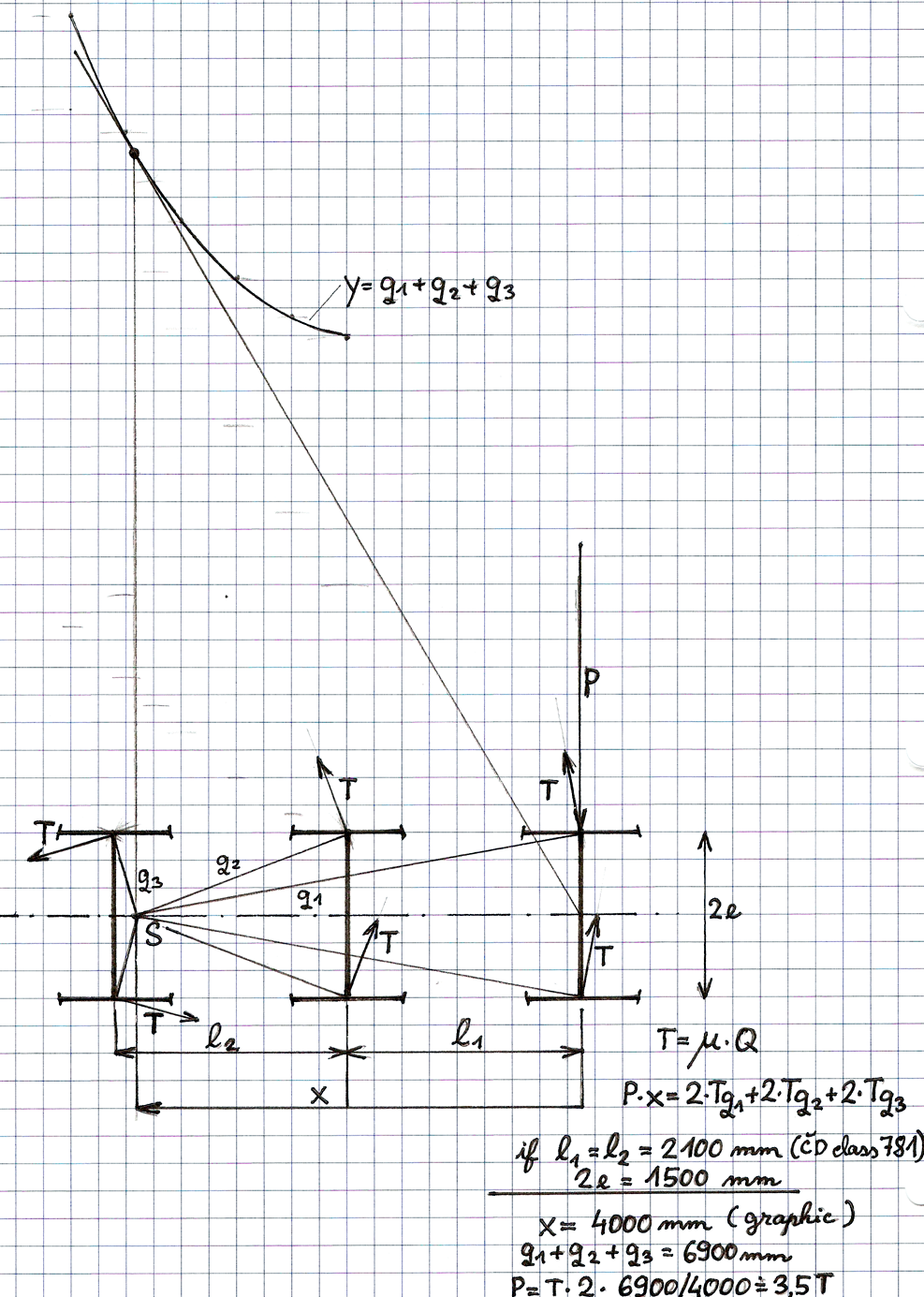

U třínápravového podvozku je situace obdobná, pouze s tím rozdílem, že jsou zde tři různá ramena. Na rozdíl od dvounápravového podvozku se zde střed otáčení nachází před poslední nápravou. Konkrétní uvedené hodnoty platí pro řadu 781. Řídící síla je zhruba o 40 % vyšší při stejném kolovém tlaku, než u předchozího dvounápravového podvozku.

## Aplikace výsledků vyšetření průjezdu obloukem

### Rozšíření rozchodu v oblouku
V obloucích menších poloměrů se používá rozšíření rozchodu, aby alespoň u většiny provozovaných vozidel nedocházelo k nalehnutí okolku některého dvojkolí pojezdu, resp. podvozku na vnitřní kolejnici. Rozšíření rozchodu je dáno předpisy podle poloměru oblouku. PTPŽ z roku 1978 udávají pro normální rozchod dovolené rozšíření rozchodu v oblouku menším než 300 m nejvýše 16 mm, přičemž dovolují toto rozšíření ponechat, pokud bylo zřízeno podle dřívějších předpisů v obloucích o poloměru až 500 m. Maximální přípustná hodnota rozchodu koleje standardního rozchodu v provozu je 1470 mm.

### Výpočet potřebného rozšíření rozchodu

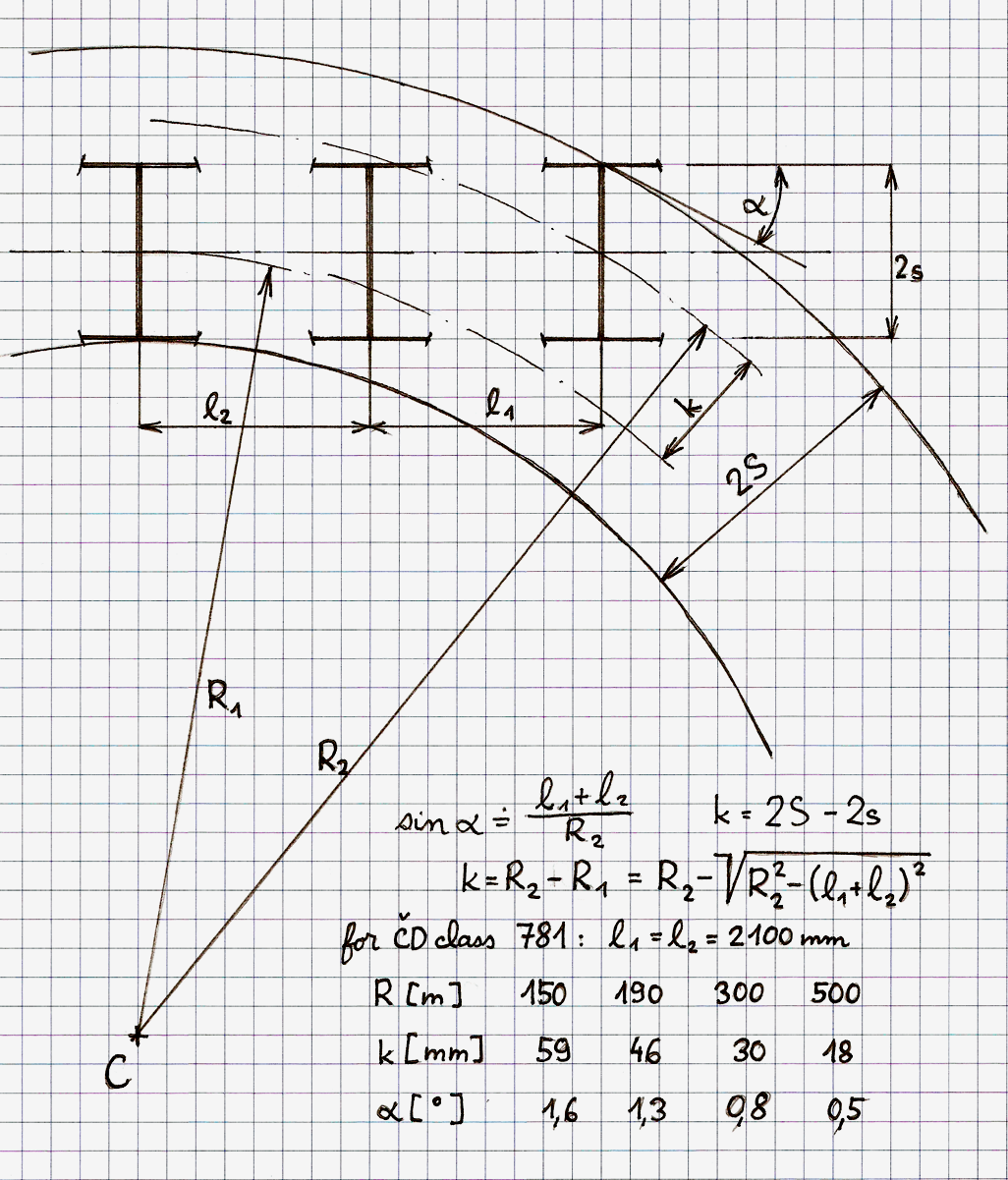

Při znalosti středu otáčení podvozku je možno dále vyšetřit průjezd podvozku obloukem. Střed otáčení podvozku (nezaměňovat s otočným čepem!) je zároveň místem, kde je podélná osa podvozku kolmá na poloměr oblouku, tj. spojnici středu otáčení podvozku S a středu oblouku C. Na dalším obrázku je znázorněn stejný třínápravový podvozek, jako na obrázku předchozím. V rámci zjednodušení je střed otáčení posunut do polohy 3. nápravy a pro názornost je zvoleno značně odlišné měřítko zobrazení podvozku a poloměru oblouku. Má-li podvozek projet obloukem hladce, bez vzpříčení, je nutné, aby poloměry obou kolejnicových pásů odpovídaly obrázku. Střed 3. nápravy a zároveň uvažovaný střed otáčení podvozku se pohybuje po poloměru R1, střed 1. nápravy po poloměru R2. Velikost kolejového kanálu k, tedy rozdílu rozchodu koleje 2S a rozchodu dvojkolí 2s, lze jednoduše spočítat pomocí Pythagorovy věty, jak je uvedeno na obrázku. Vzhledem k řádovému rozdílu poloměru oblouku a rozměrů podvozku lze ve výpočtu zanedbat fakt, že poloha 1. dvojkolí je v koleji mírně vzpříčená, což obrázek značně zveličuje. Velikost tohoto vzpříčení – tzv. úhel náběhu – je v obrázku označen jako alfa.
Z výpočtu vyplývá, že pro poloměr oblouku 150 m je potřebná šířka kolejového kanálu 59 mm. Toho lze dosáhnout pouze při maximálním povoleném rozchodu koleje 1470 mm a minimálním povoleném rozchodu dvojkolí 1410 mm. Je tedy zřejmé, že tyto lokomotivy jezdily oblouky menších poloměrů s podvozky ve vzpříčené poloze, čili že třetí dvojkolí nabíhalo okolkem na vnitřní kolejnici a lokomotiva tzv. rovnala oblouky.

## Praktické ověření

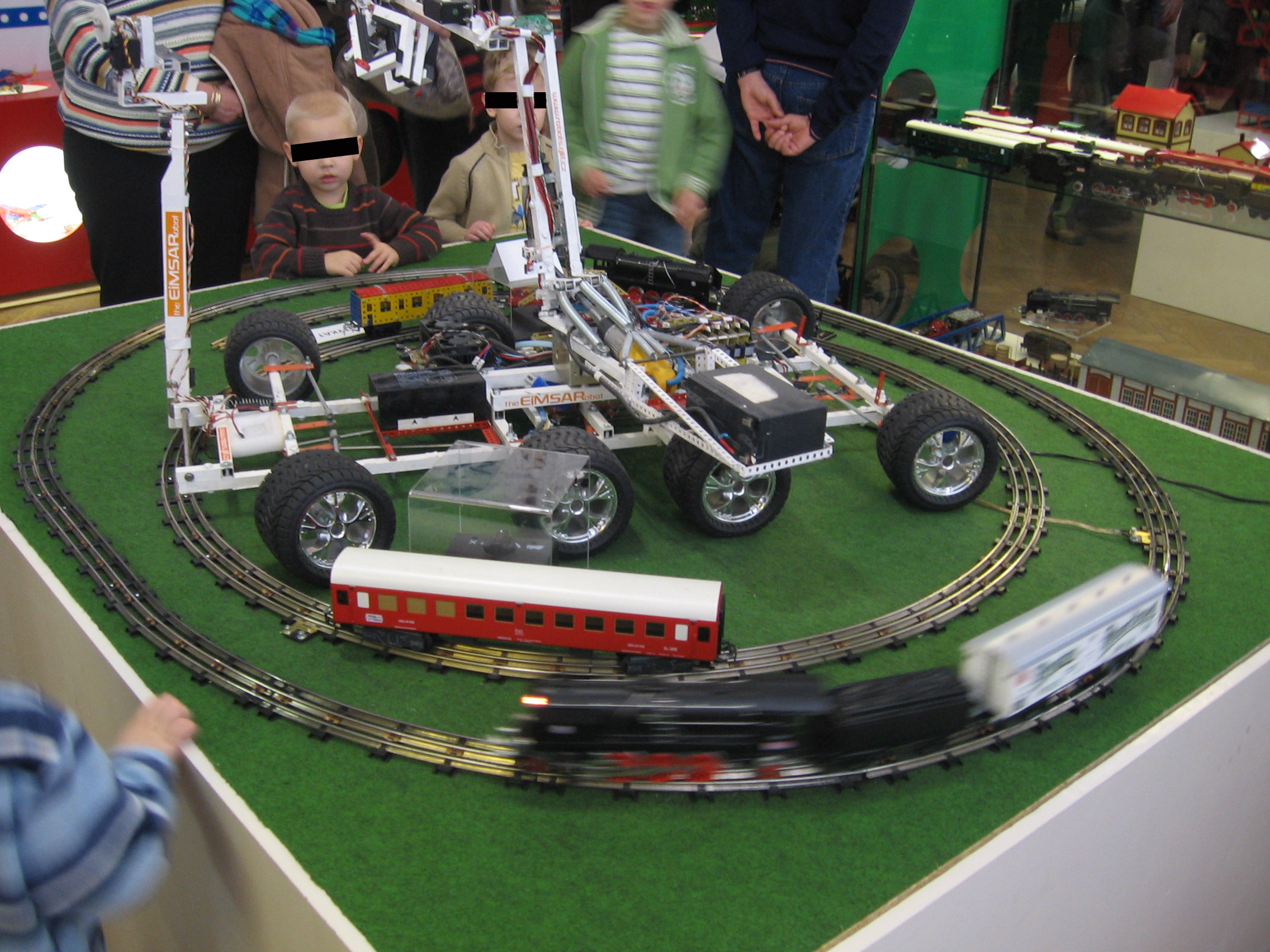
Výstavní ovál

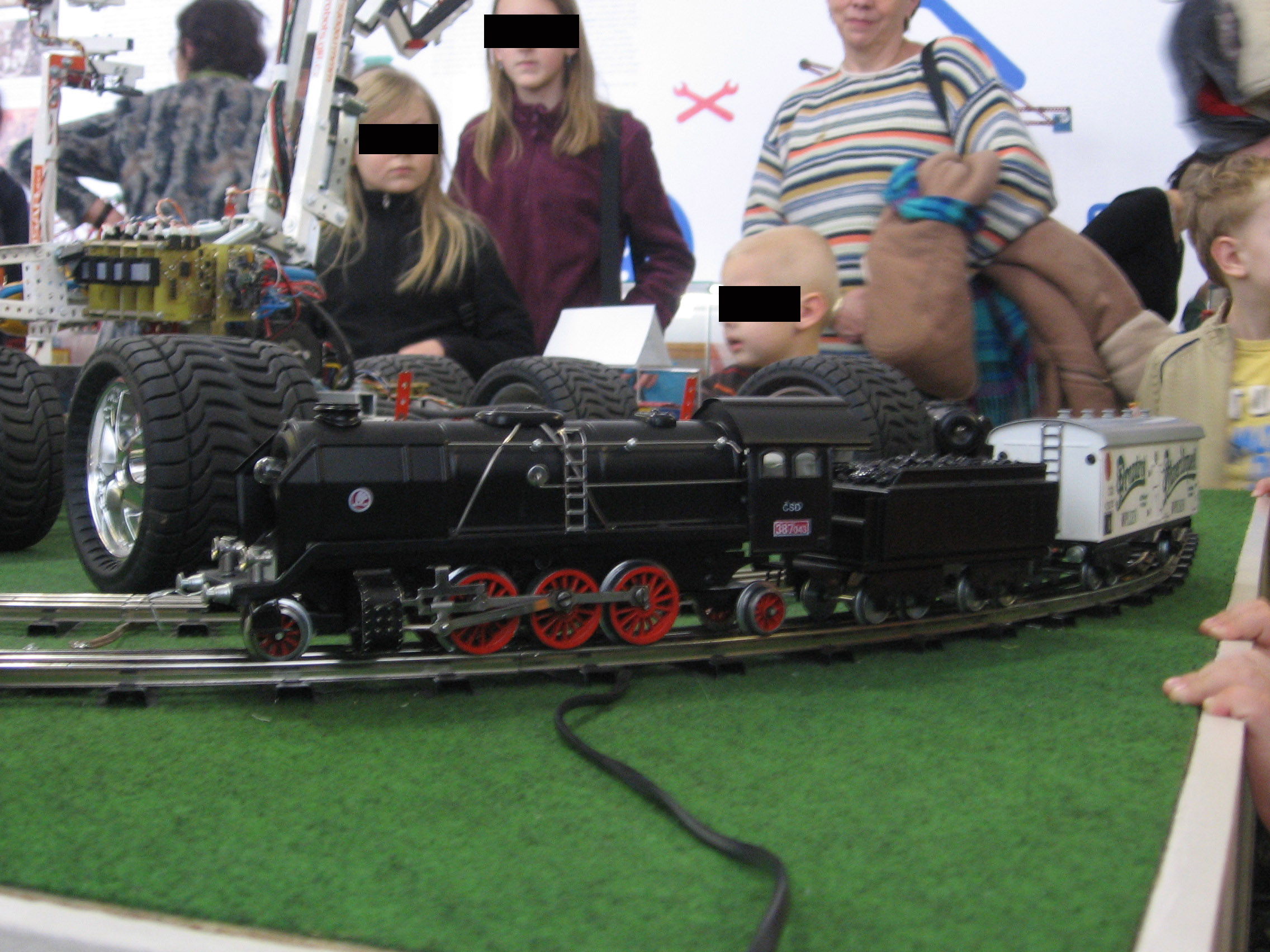
Pohled na lokomotivu

V období 9. prosinec 2009 - 28. únor 2010 proběhla v Muzeu hlavního města Prahy výstava Merkur. Součástí výstavy byla i část věnovaná plechovým vláčkům. Na kolejovém oválu cirkulovala několik týdnů "modelová" tříspřežní lokomotiva. Ovál se skládal z kruhových oblouků o poloměru 760 mm a dvou krátkých přímých úseků o délce 300 mm.
Část pojezdu lokomotivy tvořená hnací nápravou a spřaženými nápravami prakticky odpovídala předpokladům použití Heumannovy metody - kromě shodných kolových tlaků (lokomotiva neměla odpružené nápravy) a nulového působení spojených vozidel. Za dobu provozu se na lokomotivě projevilo silné opotřebení pojezdu, které je vidět i na následujících obrázcích:

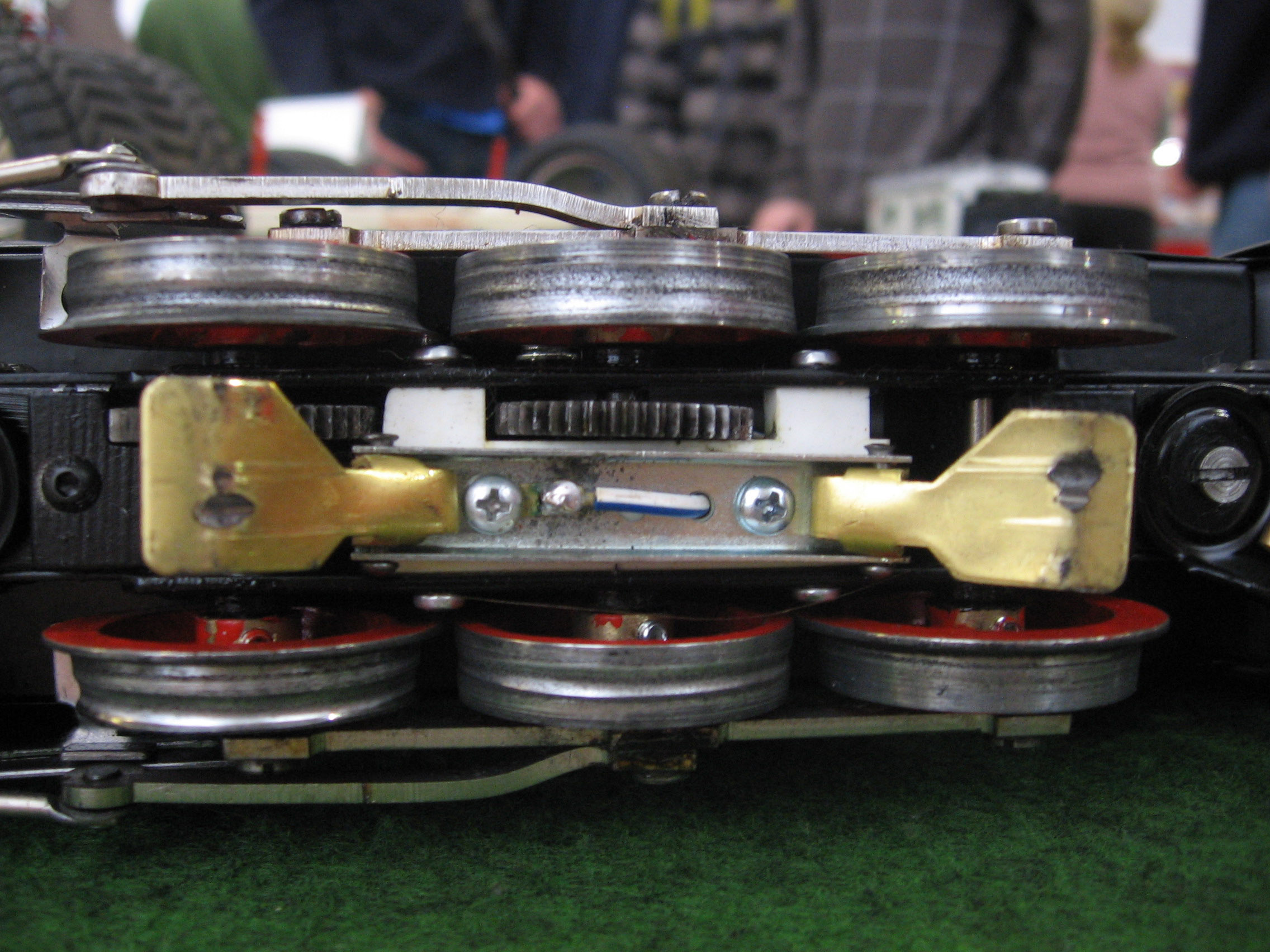

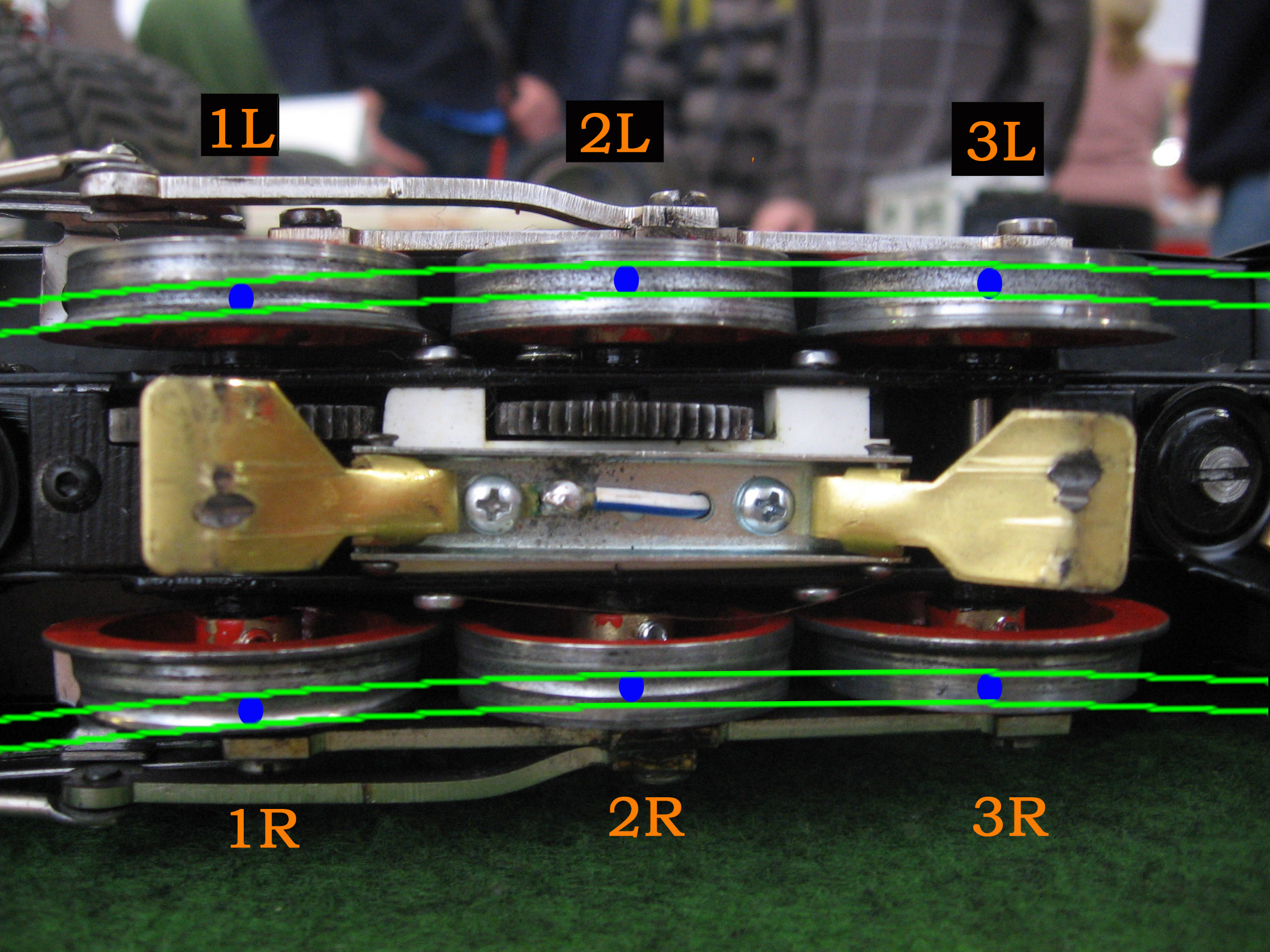

Na obrázku vlevo je pojezd tak, jak byl zachycen fotoaparátem, na obrázku vpravo jsou zeleně naznačeny kolejnice a modře styčné plochy kol a kolejnic. Kolo 1L nese největší stopy opotřebení. Toto kolo nabíhalo na kolejnici, takže došlo ke značnému opotřebení okolku, které zejména vynikne ve srovnání s okolky 3. dvojkolí. Žlábky v kolech způsobené kontaktem s hlavami kolejnic, které mají u této železnice kruhový průřez, svědčí o různém namáhání jednotlivých kol. Nejvíce je v tomto směru opotřebené 1. dvojkolí, zde dochází k největším smykům v příčném směru. U druhého dvojkolí je již opotřebení do hloubky jízdní plochy menší, u třetího dvojkolí je minimální, ale přesto patrné. Opotřebení u třetího dvojkolí koresponduje s faktem, že toto dvojkolí se pohybuje v (téměř) radiální poloze a jízdní plocha je namáhána pouze podélnými skluzy a spinem..
Drobná drážka v jízdní ploše 1L kola a vyhlazená plocha u okolku 1R kola svědčí o krátkém provozu v opačném směru.